# Andrea Esposito
Pour les articles homonymes, voir Esposito.
Andrea Esposito (né le 17 mai 1986 à Galatina, dans la province de Lecce, dans la région des Pouilles) est un footballeur italien.